# 1966

## Події
- Закон про свободу інформації 1966 року
- 19 січня — прем'єр-міністром Індії стала Індіра Ганді, Вона стала першою жінкою в Індії і другою у світі, що зайняла найвищий державний пост.
- 1 травня — Георгій Митрофанович Москаленко та Віктор Кукса вночі проти першого травня 1966 р. встановили над Київським інститутом народного господарства жовто-блакитний прапор із зображенням тризуба та написом: «Ще не вмерла Україна. Ще її не вбито».

- 12 червня — У Києві почалась експлуатація першого у світовій практиці тролейбусного поїзда винахідника Володимира Веклича.
- 8 серпня — у Китаї оголошений початок «культурної революції».
- 3 лютого — перша м'яка посадка космічного апарата на Місяць' і передача на Землю телевізійного зображення панорами місячної поверхні («Луна-9», СРСР).
- Вийшла друком 5-та редакція американського підручника з внутрішніх хвороб Основи внутрішньої медицини за ред. Т. Гарісона.

## Народились
Дивись також Категорія:Народились 1966

### Січень
- 2 січня — Тіа Каррере, американська акторка.
- 19 січня — Стефан Едберг, шведський тенісист.
- 29 січня — Соуза Фаріа Ромаріо, бразильський футболіст.

### Лютий
- 6 лютого — Рік Естлі, британський співак, композитор.
- 7 лютого — Крістін Отто, німецька плавчиня.
- 8 лютого — Христо Стоїчков, болгарський футболіст.
- 20 лютого — Сінді Кроуфорд, американська супермодель, акторка.
- 25 лютого — Теа Леоні, американська акторка.

### Березень
- 23 березня — Марті Піллоу, англійський співак (Wet, Wet, Wet).
- 25 березня — Джеф Гілі, канадський рок-музикант.

### Квітень
- 11 квітня — Лайза Стенсфілдз, канадська співачка.
- 12 квітня — Ігор Юрійович Слісаренко, український тележурналіст.
- 15 квітня — Саманта Фокс, англійська поп-співачка.

### Травень
- 4 травня — Дмитро Лалєнков, український актор та сценарист.
- 12 травня — Стівен Болдвін, американський актор.
- 16 травня — Джанет Джексон, американська поп-співачка, акторка.
- 21 травня — Ліза Едельштейн, американська акторка, відома роботою в серіалі «Доктор Хаус».
- 23 травня — Абакарова Еліна Магодівна — архітекторка, художниця.
- 24 травня — Ерік Кантона, французький футболіст.
- 26 травня — Гелена Бонем Картер, британська акторка.
- 27 травня — Шон Кінні, рок-музикант (Alice In Chains).

### Червень
- 6 червня — Шон Айзелт, рок-музикант (White Zombie).
- 8 червня — Доріс Пірсон, співачка.
- 8 червня — Джуліанна Маргуліс, акторка.
- 10 червня — Даг Макіон, актор.
- 28 червня — Джон К'юсак, актор.
- 30 червня — Майк Тайсон, боксер.

### Липень
- 5 липня — Джанфранко Дзола, італійський футболіст.
- 20 липня — Стоун Ґоссард, рок-музикант (Pearl Jam).
- 24 липня — Мартін Кіоун, англійський футболіст.
- 26 липня — Анджело Ді Лівіо, італійський футболіст.
- 31 липня — Вальдас Іванаускас, литовський футболіст.
- 31 липня — Дін Кейн, американський актор.

### Серпень
- 7 серпня - Джиммі Вейлз, інтернет-підприємець, ідеолог концепції вікі, засновник Вікіпедії.
- 8 серпня — Ковзель Микола Олегович, український політик.
- 22 серпня — Ольга Сумська, українська акторка театру і кіно.

### Вересень
- 2 вересня — Сальма Гаєк, мексиканська та американська кіноакторка, режисерка та продюсерка.
- 7 вересня - Тобі Джонс, англійський актор.
- 9 вересня - Адам Сендлер, американський комік, актор, музикант, сценарист і кінопродюсер.
- 11 вересня — Лада Денс (Лада Волкова), російська поп-співачка.
- 13 вересня — В'ячеслав Володимирович Піховшек, український тележурналіст.
- 21 вересня — Ринат Ахметов, український бізнесмен.

### Жовтень
- 1 жовтня — Джордж Веа, ліберійський футболіст.
- 5 жовтня — Інесса Кравець, українська легкоатлетка.
- 10 жовтня — Тоні Адамс, англійський футболіст.
- 11 жовтня — Люк Перрі, американський актор.
- 12 жовтня — Олексій Кортнєв, російський музикант, співак.
- 22 жовтня — Тетяна Овсієнко, українська поп-співачка.

### Листопад
- 12 листопада — Девід Швіммер, американський актор, режисер.
- 17 листопада — Софі Марсо, французька акторка.
- 21 листопада — Олександр Миколайович Багач, український легкоатлет.

### Грудень
- 5 грудня — Патрісія Каас, французька естрадна співачка.
- 8 грудня — Шинейд О'Коннор, ірландська співачка.
- 17 грудня — Алла Загайкевич, українська композиторка.
- 19 грудня — Альберто Томба, італійський гірськолижник.
- 21 грудня — Кіфер Сазерленд, канадський актор.

## Померли
Дивись також Категорія:Померли 1966
- 31 січня — Дірк Брауер, голландсько-американський астроном
- 2 листопада — Петер Дебай, нідерландський фізико-хімік, лауреат Нобелівської премії.

## Нобелівська премія
- з фізики: Альфред Кастлер — «За відкриття й розробку оптичних методів дослідження резонансів Герца в атомах»
- з хімії: Роберт Сандерсон Маллікен — «За фундаментальну роботу по хімічних зв'язках і електронній структурі молекул, здійснену за допомогою методу молекулярних орбіталей»
- з медицини та фізіології: Френсіс Пейтон Раус — «За відкриття онкогенних вірусів»; Чарлз Брентон Хаггінс — «За відкриття, що стосуються гормонального лікування раку передміхурової залози»
- з літератури: Шмуель Йосеф Аґнон; Неллі Закс
- премія миру: Премію не присуджували